# Steve Pittman
Steve Pittman (Wilson, 18 luglio 1967) è un allenatore di calcio ed ex calciatore statunitense naturalizzato scozzese, di ruolo difensore.